# 東京都道45号奥多摩青梅線

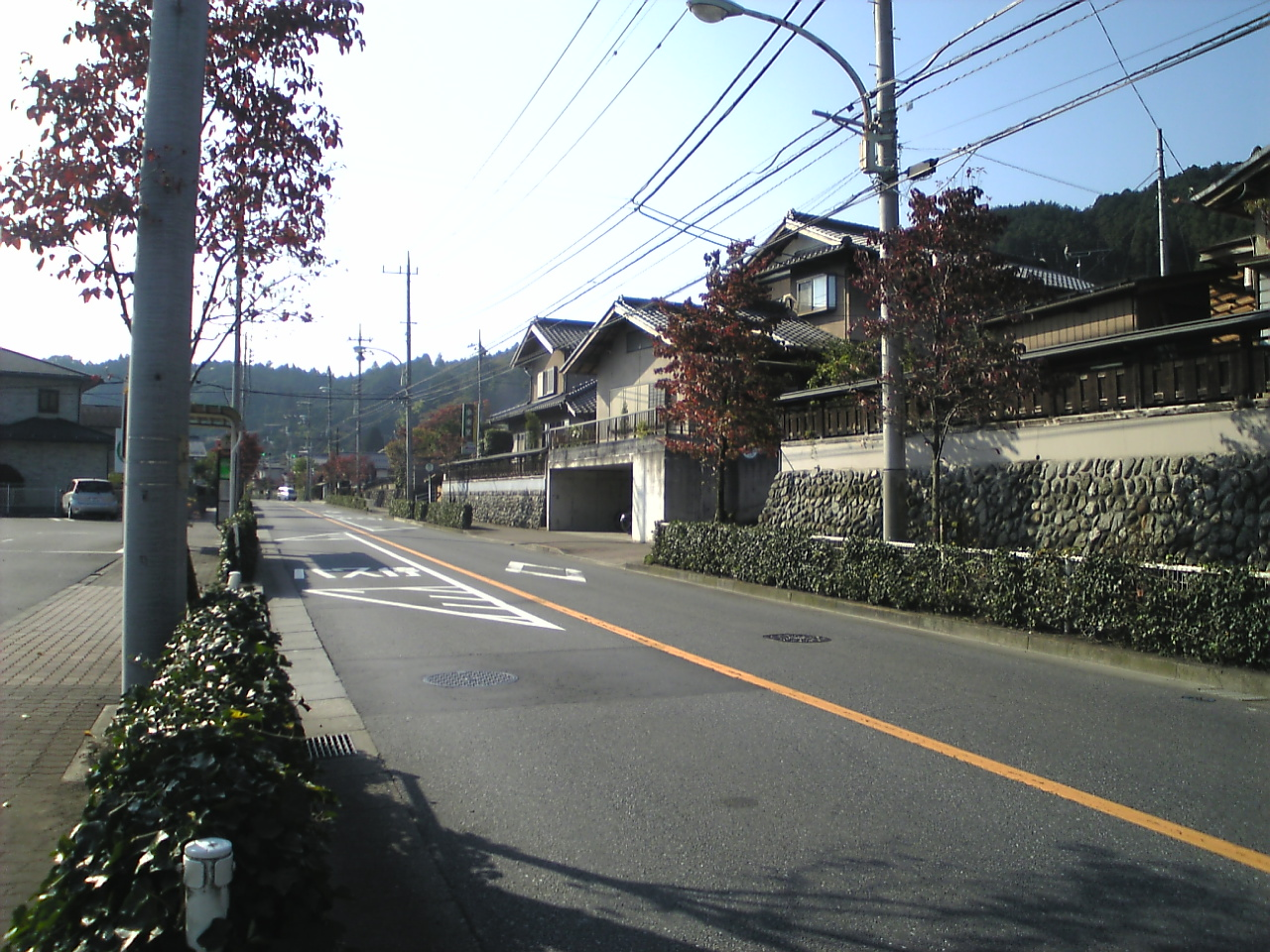
柚木町付近（2009年10月）

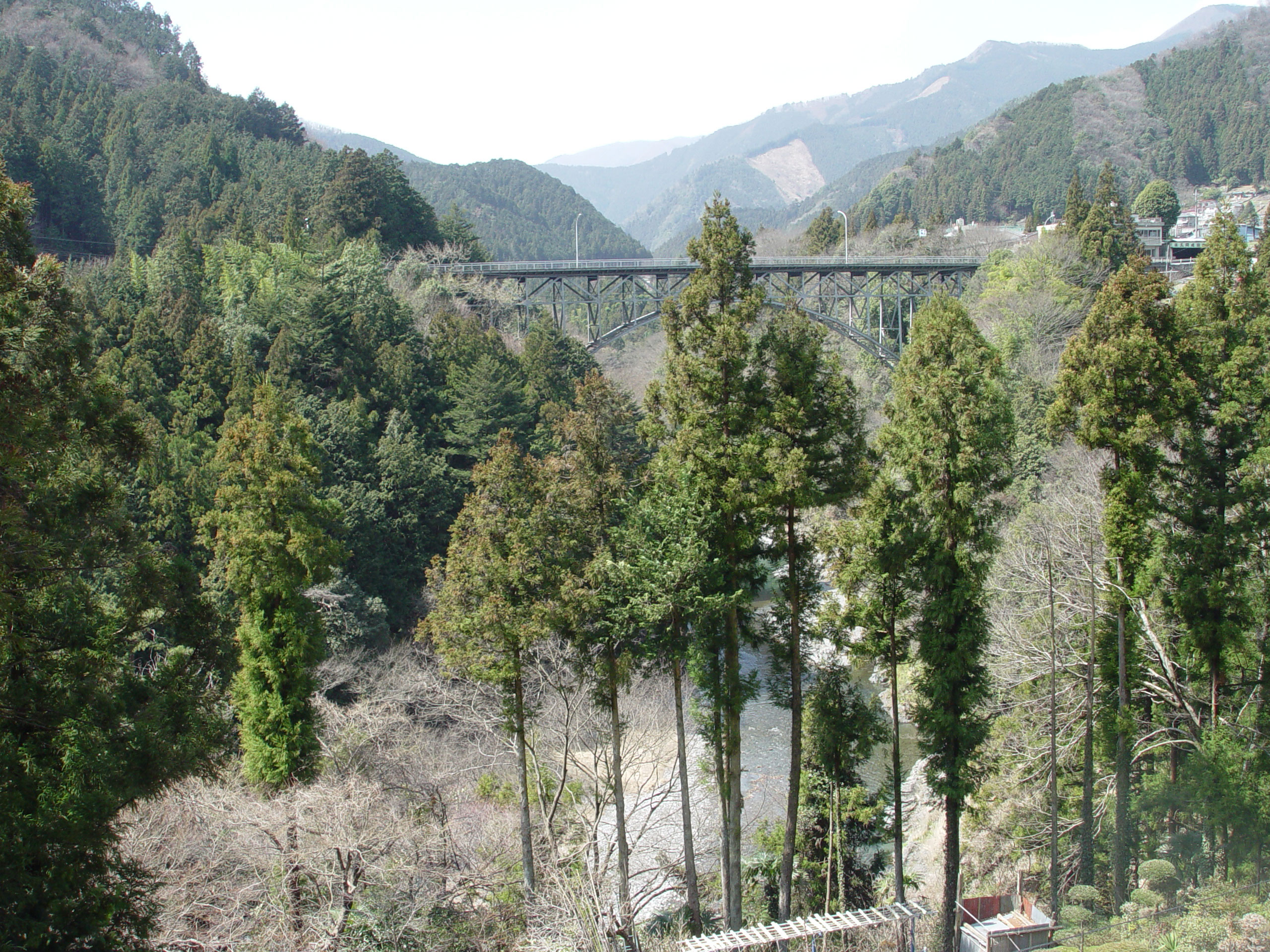
起点近くの奥多摩町・万世橋

東京都道45号奥多摩青梅線（とうきょうとどう45ごう おくたまおうめせん）は東京都西多摩郡奥多摩町と青梅市を結ぶ主要地方道。多摩川の南側を通る。国道411号（青梅街道）とほぼ並行しているため、行楽期に国道が渋滞したり、青梅マラソンが行われ交通規制が敷かれる時など、御岳・奥多摩方面への迂回路として活躍する。東京都道184号奥多摩あきる野線の一部と合わせて多摩川南岸道路の一部を構成する。

## 概要

### 路線データ
- 起点：古里交差点／国道411号（東京都西多摩郡奥多摩町）
- 終点：千ヶ瀬二丁目交差点／東京都道5号新宿青梅線（東京都青梅市）
- 路線延長：13.7 km[1]

## 路線状況

### 通称
- 吉野街道（東京都青梅市）長淵郵便局前交差点 - 古里交差点

### 都市計画路線名
- 青梅3・4・1（青梅市畑中）

### 重用区間
- 国道411号（東京都青梅市）長淵郵便局前交差点 - 畑中一丁目交差点
- 東京都道238号大久野青梅線・東京都道251号青梅日の出線（東京都青梅市）和田町二丁目交差点 - 梅ヶ谷峠入口交差点
- 東京都道201号十里木御嶽停車場線（東京都青梅市）御岳橋交差点 - 名称無し交差点（御岳2丁目）

### 主要構造物
- 城山トンネル（奥多摩町・多摩川南岸道路）
- 将門大橋（奥多摩町・多摩川南岸道路）
- 万世橋（奥多摩町）
- 奥多摩大橋（奥多摩町・支線）
- 軍畑大橋（青梅市・支線）
- 下奥多摩橋（青梅市）

橋梁はいずれも多摩川に架かる

### 交通状況
道路交通センサスによる奥多摩青梅線の各観測地点での交通データについてそれぞれ以下の通りである（いずれも2010年〈平成22年〉度時点）。
| 観測地点                 |                        |          |          |          |       |
| 大型車台数（上下合計）   | 小型車台数（上下合計） | 二輪車類 | 自転車類 | 歩行者類 |       |
| 西多摩郡奥多摩町小丹波20 | 647台                  | 2,112台  | 14台     | 0台      | 40人  |
| 青梅市御岳2-305          | 702台                  | 2,637台  | -        | 1台      | 14人  |
| 青梅市畑中1-125          | 1,212台                | 9,235台  | 282台    | 97台     | 255人 |

（交通量についてはいずれも12h計）

また、上記の全ての地点で、道路部7.50 m、歩道部1.00 m（上下共）、車線数は2車線である。

## 地理

### 通過する自治体
- 東京都
  - 西多摩郡奥多摩町 - 青梅市

### 交差する道路
- 東京都道5号新宿青梅線（青梅街道）
- 国道411号（吉野街道・青梅街道）
- 東京都道31号青梅あきる野線（秋川街道）
- 東京都道29号立川青梅線
- 東京都道199号梅郷日向和田線
- 東京都道238号大久野青梅線
- 東京都道200号柚木二俣尾線
- 東京都道201号十里木御嶽停車場線
- 東京都道202号上成木川井線

### 周辺施設・名所
- 吉野梅郷
- 御岳渓谷（名水百選）
- 御岳山